# Seiffen
Seiffen é um município da Alemanha localizado no distrito de Erzgebirgskreis, região administrativa de Chemnitz, estado da Saxônia.
Pertence ao Verwaltungsgemeinschaft de Seiffen/Erzgeb.
O registro mais antigo da cidade remonta a 1324, quando foi referida como "Cynsifen".
Seiffen aninha-se no coração das Montanhas de minérios (alemão: Erzgebirge), que são famosas por muitas tradições de Natal. Como as jazidas de prata e estanho diminuíram, antigos mineiros tiveram de procurar novas maneiras para alimentar suas famílias. Além de fazer rendas e tecelagem, a população local virou-se para escultura em madeira. Nutcrackers, "homens fumantes", pirâmides de Natal (carrosséis com figuras da história de Natal ou de mineração) e Schwibbogen (arcos de velas de madeira, exibidos nas janelas, simbolizando a abertura de uma mina) são alguns dos muitos artigos de Natal feitos nas montanhas de minério. Seiffen é um centro da indústria de brinquedos de madeira.
História:
A história da Seiffen começou quando os mineiros abriram o distrito a 700 anos atrás. Com a recessão de mineração na região, Seiffen virou-se para a fabricação de brinquedos de madeira como uma questão de sobrevivência econômica. Em 1699, Johann Friedrich Hiemann residente de Seiffen levou brinquedos feitos em Seiffen a Nuremberg. Nuremberg era um mercado de distribuição de brinquedo para grande parte da Europa naquela época. Seiffen foi capaz de entrar no mercado de brinquedos graças a dois fatores. Primeiro, o baixo custo de vida e depressão econômica nas montanhas de minério permitiu que os preços fossem muito mais baixos do que o resto dos fabricantes europeus de brinquedos vendidos no mercado Nuremberg. Em segundo lugar, a alta qualidade dos brinquedos produzidos.
(traduzido do texto em inglês da própria Wikipedia)